# Adrian Sherwood
Pour les articles homonymes, voir Sherwood.
Adrian Sherwood est (né en 1958 à Londres) est un compositeur, remixeur et réalisateur artistique anglais. Il est principalement connu pour ses productions de musique dub ainsi que pour ses remixes de morceaux de Coldcut, Depeche Mode, The Woodentops, Primal Scream, Pop Will Eat Itself, Sinéad O'Connor, et Skinny Puppy. En tant que producteur musical, il a travaillé avec de nombreux labels parmi lesquels On-U Sound Records. Il est reconnu comme l'un des pionniers de la fusion entre Dub, Rock et musique Dance. Il est également membre du groupe Tackhead.

## Biographie
Adrian Sherwood s'interesse à la musique dès l'adolescence, tout d'abord en passant des disques lors de fêtes qui se transformeront en sound systems. Il participe à la création de plusieurs labels, il fonde entre autres en 1980 le label On-U Sound Records. Il est le cofondateur de Carib Gems et de Pressure Sounds, ainsi que le fondateur de Hitrun Records ainsi que de Green Tea Records et Soundboy Records. Il est aussi le quatrième membre du groupe de hip-hop industriel Tackhead, en tant que "mixologiste".
Durant les années 1980, il a rassemblé de nombreux artistes jamaïcains dans le collectif Singers and Players parmi lesquels Prince Far I, Mikey Dread, Bim Sherman et bien d'autres, ce qui a permis de promouvoir individuellement ces différents artistes ainsi que le label, On-U Sound Records.  Il a aussi travaillé avec Suns of Arqa sur plusieurs de leurs premiers labels.
La musique industrielle lui doit également plusieurs contributions. Notamment avec ses remix du morceau Yü Gung du groupe Einstürzende Neubauten paru sur leur album Halber Mensch, ou bien encore pour son travail de production avec les groupes Ministry, Cabaret Voltaire, KMFDM, Terminal Power Company ou Nine Inch Nails.
Adrian Sherwood a également touché au blues, en produisant Champagne and Grits en 2006, publié par le label Real World.
En 2003, il produit le groupe Blur au Wolverhampton Civic Hall.
En 2003, Adrian Sherwood a sorti son premier album sous son nom propre, Never Trust a Hippy. incluant des collaborations avec différents artistes comme Sly and Robbie, Steven "Lenky" Marsden, Carlton "Bubblers" Ogilvie et Jazzwad.
Il sort en 2006 son second album Becoming a Cliché avec encore de nombreuses collaborations comme Lee "Scratch" Perry, the late Bim Sherman, Dennis Bovell, Little Roy, Lee "LSK" Kenny, Samia Farah, Raiz et Mark Stewart. Une édition limitée de 2 disques est sortie en même temps sous le titre Dub Cliché.
Au début de sa carrière solo, Sherwood a déclaré, « J'avais envie de réaliser mes propres compositions et de relever un nouveau challenge ... En tant que producteur, c'est mon travail de satisfaire d'abord l'artiste. J'avais envie de faire quelque chose de plus agressif et de plus moderne. J'avais envie de faire le tour de ce qui est contemporain, de montrer ce que j'avais en tête. J'ai atteint un point de ma vie où il est temps pour moi de me lancer. »
Plus récemment, il a été crédité de la bande son reggae qu'il a composé pour le film Johnny Was avec Vinnie Jones, Roger Daltrey and Samantha Mumba.